# Dušan Olaj
Dušan Olaj, slovenski poslovnež, politik in športnik, * 16. maj 1962, Novo mesto

## Podjetje DUOL
Leta 1992 je ustanovil podjetje DUOL, ki je svetovno uveljavljeno podjetje na področju projektiranja, proizvodnje in montaže napihljivih hal.
S podjetjem DUOL je prispeval k patentiranju membranske tehnologije z dodatno termoizolacijo, ki je primerna za gradnjo energijsko učinkovitih napihljivih hal. Zaslužen je tudi za nadaljnji razvoj membranskih kupol, znanih kot "radomi", ki ščitijo antene pred zunanjimi vplivi in so ključne strukture za izboljšanje komunikacije s sateliti.   Prepoznaven je tudi po svojem delu na področju razvoja bivališč za vesoljske posadke, zlasti za potrebe prihodnjih misij na Mars.

## Politika
Leta 2018 se je vključil v politično življenje, ko se je kot kandidat Socialnih demokratov potegoval za bodočega gospodarskega ministra. Leta 2022 je kandidiral za župana občine Piran.
Bil je član več vladnih posvetovalnih teles, med drugimi tudi član posvetovalne skupine strokovnjakov za gospodarske ukrepe pod vodstvom Mateja Lahovnika, ki je bila ustanovljena z namenom priprave protikoronskih zakonskih paketov pomoči gospodarstvu in državljanom.
Nekaj časa je bil tudi častni konzul Kazahstana v Sloveniji. Leta 2013 je bil izvoljen za predsednika slovensko - ukrajinskega poslovnega sveta.

## Šport
Dušan Olaj je bil aktivni tekač in triatlonec in uspel je doseči naziv "Six star finishers". Ta naziv pripada le petim Slovencem, ki so uspešno zaključili vseh šest največjih maratonov na svetu.
Bil je član izvršnega odbora NK Olimpija. Leta 2018 je bil ključna oseba pri organizaciji prvega Ironman tekmovanja v Sloveniji - 70.3 Slovenian Istria.  Leta 2021 je bil izvoljen za predsednika Triatlonske zveze Slovenije.

## Nagrade in priznanja
Leta 2013 je prejel naziv Podjetnik leta. Leta 2016 je bil skupaj s podjetjem DUOL nominiran za gazelo osrednje Slovenije. Leta 2018 je prejel nagrado Gospodarske zbornice Slovenije.